# Xã Alabaster, Michigan
Xã Alabaster (tiếng Anh: Alabaster Township) là một xã thuộc quận Iosco, tiểu bang Michigan, Hoa Kỳ. Năm 2010, dân số của xã này là 487 người.